# Касымов, Тулкун Юлдашевич
Тулкун Юлдашевич Касымов (12 ноября 1941, Джизак, Джизакская область, УзССР, СССР — 26 июня 2025) — советский и узбекский военачальник, Первый заместитель Министра обороны — Начальник Объединённого штаба Вооружённых сил республики Узбекистан в 2000—2003 годах, генерал-полковник.

## Служба в Вооружённых силах СССР
В 1962 году поступил в Ташкентское высшее общевойсковое командное училище.
В 1966 году окончил учебу, получил воинское звание лейтенант.
За активное участие в спортивной жизни училища, хорошую учебу, получил возможность выбора места службы.
Был направлен в Группу советских войск в Германии на должность командира мотострелкового взвода.
Через 2 года был повышен в должности командира роты.
Рота, которой командовал старший лейтенант Касымов Т. Ю., в течение 3-х лет была отличной.
В 1972 году по замене был направлен в Северо-Кавказский военный округ на должность командира батальона.
В 1973 году поступил в Военную академию имени М. В. Фрунзе в городе Москва.
В 1976 году успешно окончил обучение и досрочно получил воинское звание майор.
После окончания военной академии был направлен Первым заместителем командира полка в город Кизыл-Арват Туркестанский военный округ (Туркмения).
В ноябре 1978 года приказом Министерства Обороны был назначен командиром МСП (мотострелковый полк) город Термез (Узбекистан).
В апреле 1979 года за достигнутые успехи полка по боевой и политической подготовке и состояние воинской дисциплины ему было присвоено досрочное воинское звание подполковник.

## Командировка в республику Афганистан
25 декабря 1979 года в 15:00 108-я мотострелковая дивизия должна была совершить 500 км марш по маршруту Термез — Кундуз — перевал Саланг — Чарикар и к исходу 27 декабря сосредоточиться на северной окраине города Кабул.
180-й мотострелковый полк, которым командовал подполковник Касымов Т. Ю., должен был действовать в передовом отряде и обеспечить беспрепятственное выдвижение частей дивизии и выполнение поставленной дивизии задачи. Полк успешно выполнил поставленную задачу.
С февраля по апрель 1980 года 180-й мсп принял участие в 20 операциях по уничтожению бандитских формирований.
Большая группа офицеров, сержантов и солдат полка были награждены орденами и медалями Советского Союза.
Руслан Султанович Аушев, который служил в этом полку, был представлен командиром полка подполковником Касымовым на звание Героя Советского Союза, которое он получил в мае 1982 года.
Указом Президиума Верховного Совета СССР За проявление мужества и героизма и успешное выполнение боевых задач по разгрому бандитских формирований Касымов Т. Ю. был награждён орденом Красной Звезды.

## Дальнейшая военная служба
В ноябре 1980 года приказом Министерства Обороны был назначен начальником штаба 108-й мсд, которая размещалась в городе Кабул.
В феврале 1982 года Касымову Т. Ю. было присвоено воинское звание полковник досрочно.
В августе 1982 года получил назначение на должность Командира 4 гвардейской дивизии в городе Термез (Узбекистан).
В октябре 1984 года постановлением Кабинета Министров СССР было присвоено воинское звание генерал-майор.
В сентябре 1988 года был назначен Первым заместителем командира 31-го армейского корпуса города Кутаиси, Закавказский военный округ (Грузия).
Бывшая 40-я общевойсковая армия, которая была выведена в феврале 1989 года из Афганистана, была размещена в городе Самарканд и переименована в 1-й армейский корпус.
В марте 1992 года был назначен командиром 1-го армейского корпуса.
В марте 1996 года был назначен начальником Главной инспекции Вооружённых сил Республики Узбекистан.
В августе 1996 года Указом Президента РУз было присвоено очередное воинское звание генерал-лейтенант.
Весной 1997 года генерал-лейтенант Касымов Т. Ю. был назначен на должность заместителя Министра Обороны по боевой подготовке, которая была учреждена Указом Президента.
Весной 1998 года было принято решение о преобразовании Главного штаба Министерства Обороны в Генеральный штаб Вооружённых сил РУз.
Указом Президента генерал-лейтенант Касымов Т. Ю. был назначен Начальником Генерального штаба Вооружённых сил РУз.
В сентябре 2000 года был назначен на новую должность Начальником объединённого штаба Вооруженных сил РУз — Первым заместителем Министра Обороны РУз. Кроме того, на него были возложены обязанности начальника военной академии.
Весной 2001 года было присвоено очередное воинское звание генерал-полковник.
В июле 2003 года по состоянию здоровья был отправлен на пенсию.
О кончине генерал-полковника Тулкина Касымова 26 июня 2025 года сообщило Минобороны Узбекистана.

## Награды
- Орден Красной Звезды (апрель 1980 года)
- Орден «За службу Родине в Вооружённых Силах СССР» III степени (15 февраля 1979 года)
- Орден «За службу Родине в Вооружённых Силах СССР» II степени (20 февраля 1991 года)
- Орден «Звезда» III степени (Афганистан)
- Орден «Шон-Шараф» II степени (январь 1998 года)
- Орден «Шон-Шараф» I степени (август 2001 года)
- Нагрудный знак «Воину-интернационалисту»
- 10 медалей Советского Союза и Республики Узбекистан

## Семья
Супруга — Гульчехра Сабитовна Касымова, педагог. Дочери: Лола, Зарина, Джамиля.